# Podnoszenie ciężarów na Igrzyskach Azjatyckich 2018
Podnoszenie ciężarów na Igrzyskach Azjatyckich 2018 – jedna z dyscyplin rozgrywana podczas igrzysk azjatyckich w Dżakarcie i Palembangu. Zawody odbyły się w dniach 20 – 27 sierpnia w Jakarta International Expo w stolicy Indonezji. Do rywalizacji w piętnastu konkurencjach przystąpiło 181 zawodników z 31 państw.

## Uczestnicy
W zawodach wzięło udział 181 zawodników z 31 państw.
| Reprezentacja                | Liczba zawodników |
| ---------------------------- | ----------------- |
| Afganistan                   | 3                 |
| Arabia Saudyjska             | 7                 |
| Bangladesz                   | 1                 |
| Brunei                       | 1                 |
| Chińskie Tajpej              | 10                |
| Filipiny                     | 7                 |
| Indie                        | 5                 |
| Indonezja                    | 13                |
| Irak                         | 5                 |
| Iran                         | 8                 |
| Japonia                      | 15                |
| Katar                        | 1                 |
| Kirgistan                    | 7                 |
| Korea Południowa             | 15                |
| Korea Północna               | 13                |
| Laos                         | 2                 |
| Liban                        | 1                 |
| Mongolia                     | 3                 |
| Nepal                        | 4                 |
| Oman                         | 2                 |
| Pakistan                     | 4                 |
| Palestyna                    | 4                 |
| Sri Lanka                    | 4                 |
| Syria                        | 3                 |
| Tadżykistan                  | 1                 |
| Tajlandia                    | 15                |
| Timor Wschodni               | 4                 |
| Turkmenistan                 | 6                 |
| Uzbekistan                   | 9                 |
| Wietnam                      | 6                 |
| Zjednoczone Emiraty Arabskie | 2                 |
| 31 reprezentacji             | 181               |

## Medaliści
| Konkurencja | Złoto            | Srebro                | Brąz                 |           |
| Mężczyźni   | Mężczyźni        | Mężczyźni             | Mężczyźni            | Mężczyźni |
| ----------- | ---------------- | --------------------- | -------------------- | --------- |
| –56 kg      | Om Yun-chol      | Thạch Kim Tuấn        | Surahmat Wijoyo      | [ 3 ]     |
| –62 kg      | Eko Yuli Irawan  | Trịnh Văn Vinh        | Adkhamjon Ergashev   | [ 4 ]     |
| –69 kg      | O Kang-chol      | Doston Yokubov        | Izzat Artykow        | [ 5 ]     |
| –77 kg      | Choe Jon-wi      | Kim Woo-jae           | Chatuphum Chinnawong | [ 6 ]     |
| –85 kg      | Safaa Rashed     | Jang Yeon-hak         | Jon Myong-song       | [ 7 ]     |
| –94 kg      | Sohrab Moradi    | Fares Ibrahim         | Sarat Sumpradit      | [ 8 ]     |
| –105 kg     | Ruslan Nurudinov | Salwan Jasim Abbood   | Ali Haszemi          | [ 9 ]     |
| +105 kg     | Behdad Salimi    | Sa’id Alihosejni      | Rustam Djangabaev    | [ 10 ]    |
| Kobiety     |                  |                       |                      |           |
| –48 kg      | Ri Song-gum      | Sri Wahyuni Agustiani | Thunya Sukcharoen    | [ 11 ]    |
| –53 kg      | Hidilyn Diaz     | Kristina Şermetowa    | Surodchana Khambao   | [ 12 ]    |
| –58 kg      | Kuo Hsing-chun   | Sukanya Srisurat      | Mikiko Andō          | [ 13 ]    |
| –63 kg      | Kim Hyo-sim      | Choe Hyo-sim          | Rattanawan Wamalun   | [ 14 ]    |
| –69 kg      | Rim Un-sim       | Hung Wan-ting         | Mun Yu-ra            | [ 15 ]    |
| –75 kg      | Rim Jong-sim     | Omadoy Otakuziyeva    | Mun Min-hee          | [ 16 ]    |
| +75 kg      | Kim Kuk-hyang    | Son Young-hee         | Duangaksorn Chaidee  | [ 17 ]    |

## Tabela medalowa
| Pozycja | Reprezentacja    | Złoto | Srebro | Brąz | Razem |
| ------- | ---------------- | ----- | ------ | ---- | ----- |
| 1.      | Korea Północna   | 8     | 1      | 1    | 10    |
| 2.      | Iran             | 2     | 1      | 1    | 4     |
| 3.      | Uzbekistan       | 1     | 2      | 2    | 5     |
| 4.      | Indonezja        | 1     | 1      | 1    | 3     |
| 5.      | Chińskie Tajpej  | 1     | 1      | 0    | 2     |
| 5.      | Irak             | 1     | 1      | 0    | 2     |
| 7.      | Filipiny         | 1     | 0      | 0    | 1     |
| 8.      | Korea Południowa | 0     | 3      | 2    | 5     |
| 9.      | Wietnam          | 0     | 2      | 0    | 2     |
| 10.     | Tajlandia        | 0     | 1      | 6    | 7     |
| 11.     | Katar            | 0     | 1      | 0    | 1     |
| 11.     | Turkmenistan     | 0     | 1      | 0    | 1     |
| 13.     | Japonia          | 0     | 0      | 1    | 1     |
| 13.     | Kirgistan        | 0     | 0      | 1    | 1     |
| Razem   | Razem            | 15    | 15     | 15   | 45    |